# Frederick William von Hessenstein
Frederick William von Hessenstein, švedski feldmaršal, * 17. marec 1735, † 27. julij 1808.